# Susanna van Lee
Susanna van Lee, född 1630, död 1700, var en holländsk skådespelare, en av de första professionella kvinnliga skådespelarna på Amsterdams teater Schouwburg, där hon var verksam 1655-1700.  
Susanna Lee var ursprungligen medlem i Jan Baptist van Fornenbergh (1624-1697) resande teater. Hon turnerade i norra Tyskland och Danmark och Sverige. År 1653 uppträdde sällskapet i Stockholm för drottning Kristina, då bestående av tretton personer - två musiker, elva män och kvinnor - och blev rikligt belönad och därefter engagerade även hos Maria Eleonora i Nyköping innan de åtr lämnade Sverige samma år. Hon var då med sina kolleger Ariana Nozeman och Elisabeth Baer Kalbergen troligen de första kvinnliga skådespelarna som uppträtt i Sverige.
År 1655 anställdes de första kvinnorna vid teatern Amsterdamse Schouwburg och Lee var då en av dem, återigen tillsammans med Ariana Nozeman och Elisabeth Baer. Hennes man arbetade även där som första violinist och skådespelare. Under 1662-64 tvingades hon lämna teatern på grund av sitt kontrakt med Fornenbergh, men kunde på allmän begäran från teatern återvända efter en uppgörelse 1664. Hon spelade kvinnliga huvudroller, uppträdde i baletter och broderade teaterns kostymer, hyrde ut scenkläder, och drev även med maken en populär krog eller "musikhus".   
Gift med Conrad Rochus Eeckhout (ca 1630-1701), musiker. De hade två eller tre söner och två döttrar. Hennes dotter Adriana Eeckhout (1650 - efter 1722) och söner Anthony (1662-efter 1702) och Matthijs Eeckhout var även de anställda vid teatern.